# 现代艺术
現代藝術（英語：Modern art）指大約在1860年代至1970年代這段時期內創作的藝術作品，也包括了該時代所創作的藝術的風格和哲學。這個術語通常與藝術聯繫在一起。在現代藝術中，本著以實驗精神爲主導，拋棄了過去的傳統，藝術家開始嘗試以新的角度和想法去思考關於材料的本質和藝術所實現的功能。從以敘事爲主要表現的傳統藝術手段，轉向以抽象形式呈現的趨勢是現代藝術的特徵。不過，如果是近期的藝術作品通常被稱為當代藝術或後現代藝術。
現代藝術的發展基於文森特·梵高（Vincent van Gogh），保羅·塞尚（Paul Cézanne），保羅·高更（Paul Gauguin），喬治·秀拉（Georges Seurat）和亨利·德·土魯斯-羅特列克（Henri de Toulouse-Lautrec）等畫家所留下來的藝術成果，這些都是現代藝術的發展必不可少的。20世紀初，亨利·馬蒂斯（Henri Matisse）和其他幾位年輕藝術家，包括原始立體主義畫家喬治·布拉克（Georges  Braque），安德烈·德蘭（André Derain），拉烏爾·杜菲（Raoul Dufy），讓·梅金傑（Jean Metzinger）和莫里斯·德·弗拉芒克（Maurice de Vlaminck）以「狂野」、「多彩」、「富有表現力」的藝術風格徹底衝擊了巴黎藝術界，其風格被批評家稱之為野獸派。馬蒂斯（Matisse）所繪的油畫《舞蹈》是標誌著他職業生涯中的一大轉折，同時，這也是現代繪畫發展的關鍵點。它詮釋了馬蒂斯早期受部落藝術（Tribal art）影響下所散發的藝術魅力：冷藍綠色背景與人物暖色調的強烈對比，以及裸體舞蹈的節奏連續性傳達出了情感解放和享樂主義的意象。
最初受到圖盧茲-勞特雷克，保羅·高更和其他19世紀末期的創新者影響的是巴勃羅-畢卡索（Pablo Picasso）。他基於保羅·塞尚的思想，即對自然的一切描繪都可以簡化為三種固體：立方體，球形和圓錐形，創作出了他的第一幅立體派畫作。在《亞維農的少女》中，畢卡索戲劇性地創作了一張嶄新而激進的圖畫，描繪了一個未經修飾、原始的妓院場景，其中有五個妓女，被近乎以暴力姿態描繪的女人，讓人聯想到非洲部落面具和他自己的立體主義創立。以大約在1908年至1912年創作的《小提琴和燭台》（Violin and Candlestick）爲代表的立體主義第二時期——分析立體主義是由畢卡索和喬治·布拉克共同創立的。分析立體主義是立體主義的第一個明確表現，其次是合成立體主義。合成立體主義的特點是採用不同的紋理、平面、拼貼元素，以纸拼贴法（Papier collé）等多種融合手法來表現主題。進入1920年代，布拉克、畢加索、費爾南·雷捷（Fernand Léger）阿爾伯特·格利茲（Albert Gleizes）、馬塞爾·杜尚（Marcel Duchamp）和胡安·格里斯（Juan Gris）和其他幾位藝術家均加入合成立體主義畫家的行列。
現代藝術的概念與現代主義有很親密的關連。

## 歷史

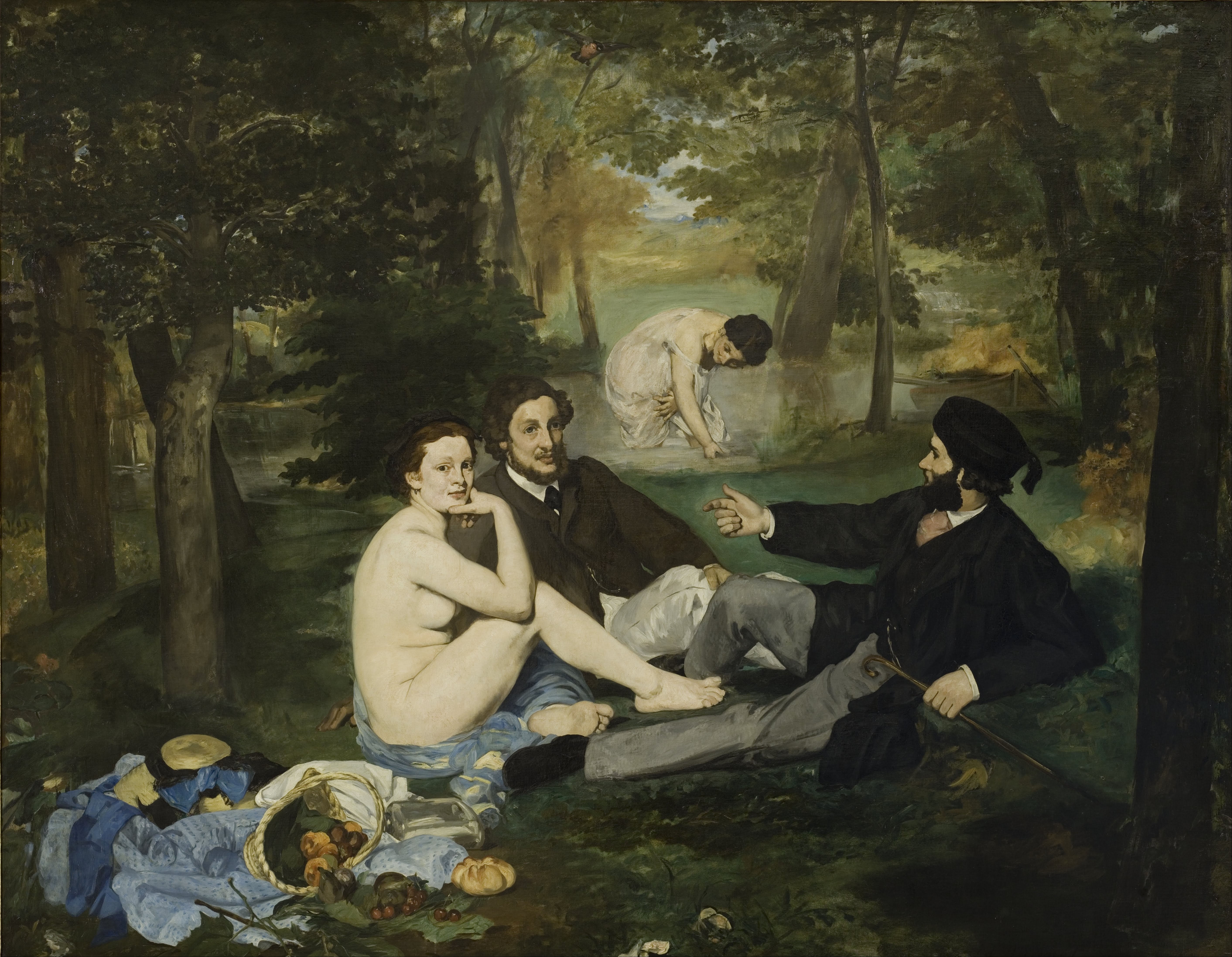
愛德華·馬奈，《草地上的午餐》，1863年，現保存於巴黎奧賽博物館。

### 19世紀的發軔
雖然現代雕塑和建築被認為是在19世紀末出現的，但現代繪畫的起源可以定位得更早。一般認爲,標誌著現代藝術的誕生年份是在1863年，這一年愛德華·馬奈在巴黎落選者沙龍中展示他的畫作《草地上的午餐》。但也有觀點提出與之更早的時間，其中包括1855年：這一年居斯塔夫·庫爾貝（Gustave Courbet）展出其畫作《畫室》；以及1784年：這一年雅克·路易·大衛（Jacques-Louis David）完成其畫作《荷拉斯兄弟之誓》。用藝術史學家H·哈佛·阿納森（H. Harvard Arnason）的話說：“這些日期中的每一個對現代藝術的發展都具有重要意義，但沒有一個明確地標誌著現代藝術的全新開端……現代藝術是在一百多年的過程中，逐漸蛻變而成的。”
現代藝術受到的影響來自很多方面：比如接觸到東方的裝飾性藝術，尤其是日本版畫；J·M·W·透纳和欧仁·德拉克鲁瓦在顏色上的創新；還有像讓-弗朗索瓦·米勒等畫家的作品中可以看到有更多描述日常生活的主題。當時對藝術的普遍觀念認為，藝術應該精確地描述事物，而且必須企圖表現出其理想的樣貌。因此當時最成功的畫家如果不是接受委託，就是透過舉辦大型畫展來進行創作。政府也會資助畫家，並且定期舉辦展覽。
於是跳脫理想化與精確描述的藝術，就不只是一種藝術路線的改變，而是社會和經濟狀況造成的結果。
這些新的運動並不必然將他們自己視為一種進步前衛或者個人藝術的解放。相反地，他們認為他們才是再現了所謂的真實與普世價值。印象派畫家說人們並沒有看到物體，而是看到那些物體反射出的光，因此畫家必須在自然的光線下而非在畫室中作畫，並且捕捉那些光線帶來的效果。
印象派藝術家自己組成了一個團體來推廣他們的作品，儘管內部關係有些緊張，他們還是能夠集結起來舉辦了一些展覽，然後他們的風格又被其他國家的藝術家所接納。這些因素都促使大家相信這是一個「運動」。從建立起一套藝術方法、逐漸形成一股風潮、到最後獲得國際性的接納，這個過程將在每個現代藝術運動中不斷被重複。

### 20世紀初期

Pablo Picasso Les Demoiselles d'Avignon 1907, Museum of Modern Art, New York

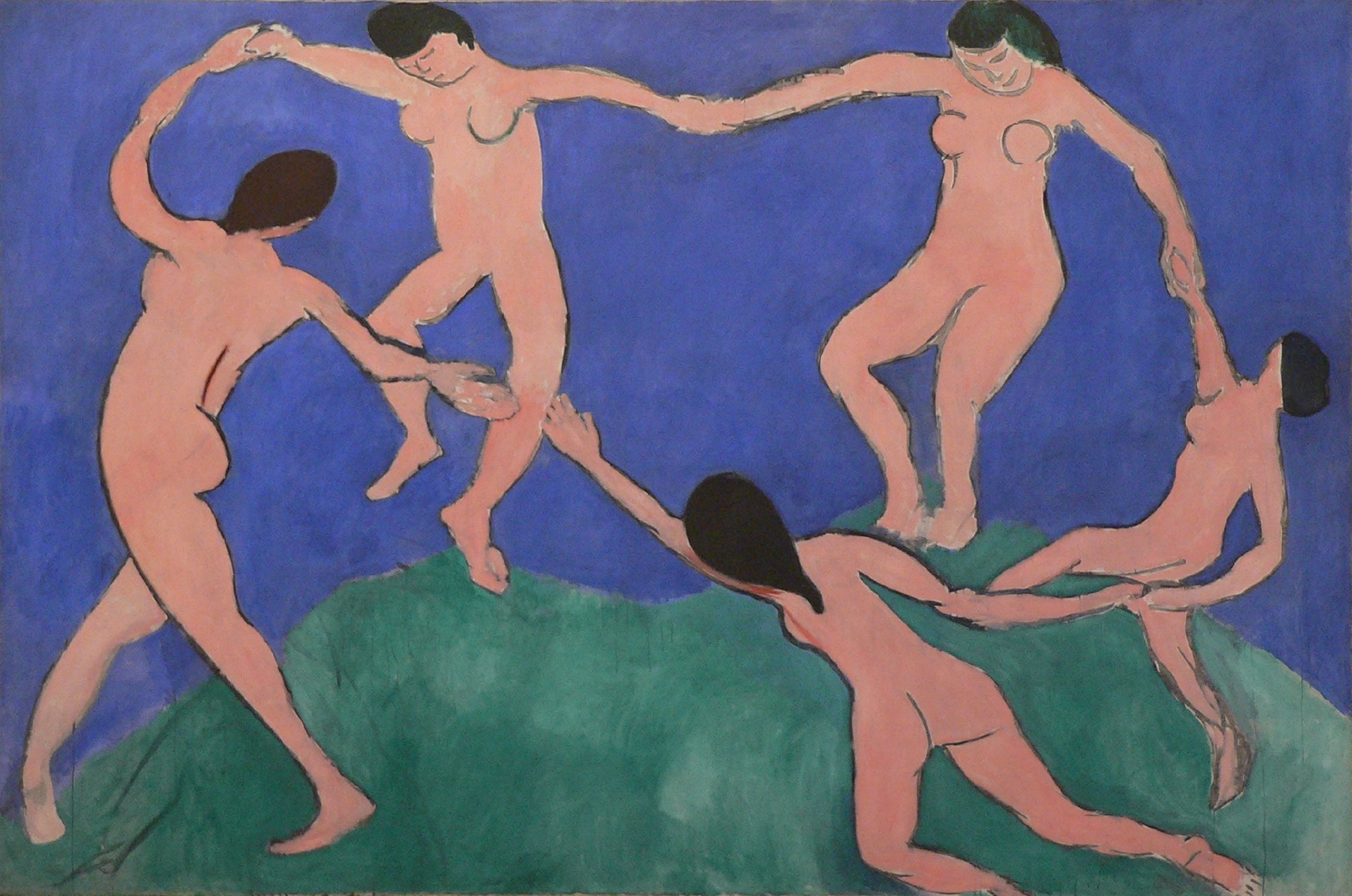
Henri Matisse, The Dance I, 1909, Museum of Modern Art, New York

1901年-1906年，在法國巴黎，梵谷、高更和塞尚的作品，首次大規模公開展覽，20世紀的現代藝術發展，約始於1906年，20世紀的第一個十年中興起的藝術運動有野獸派、立體主義、表現主義和未來主義。
第一次世界大戰造成了這一階段的終止，不過也因此開始了一些反戰運動，比如達達主義和马塞尔·杜尚的作品以及超現實主義。另外像風格派（de Stijl）和包浩斯學派也影響到日後關於藝術、建築、設計和藝術教育之間關連的發展。
在1913年的军械库展览会中以及隨著第一次世界大戰移民到美國的歐洲藝術家，現代藝術被介紹到了美國。不過要到第二次世界大戰結束以後，美國才成為新興藝術運動的重要地點。1950年代和1960年代出現的藝術運動有抽象表現主義、普普藝術、歐普藝術和極簡主義；1960年代和1970年代則出現了地景藝術、表演藝術、觀念藝術和照相寫實主義。
大約在這個時期，有些藝術家和建築師開始揚棄「現代」的觀念，並創作典型的「後現代」作品。
從後戰時期開始，越來越少藝術家使用繪畫來作為他們主要的創作媒介，有越來越多人使用大型的裝置和表演。從1970年代開始，新媒體藝術（new media art）變成了一個藝術類別，有越來越多的藝術家在實驗一些科技媒介來創作，比如影像藝術（video art）。

## 藝術運動與藝術家

### 19世紀末
- 浪漫主義：弗朗西斯科·戈雅、让·奥古斯特·多米尼克·安格尔、J·M·W·透纳、欧仁·德拉克鲁瓦
- 寫實主義：古斯塔夫·库尔贝、让-巴蒂斯特-卡米耶·柯罗、让-弗朗索瓦·米勒
- 印象派：埃德加·德加、爱德华·马内、克洛德·莫內、卡米耶·毕沙罗、艾尔弗雷德·西斯莉
- 後印象派：乔治·修拉、保罗·塞尚、保罗·高更、文森特·梵谷、亨利·德图卢兹-洛特雷克、亨利·鲁索
- 象徵主義：古斯塔夫·莫罗、奥迪隆·雷东、詹姆斯·恩索尔
- 那比派：爱德华·维亚尔、费利克斯·瓦洛东、皮埃尔·勃纳尔
- 重要的現代雕塑先驅：阿里斯蒂德·马约尔、奥古斯特·罗丹

### 20世紀初期（一次大戰前）
- 新藝術：奥布里·比尔兹利、阿方斯·穆哈、古斯塔夫·克里木特、安东尼·高迪、奥托·瓦格纳、维也纳工坊、约瑟夫·霍夫曼、阿道夫·洛斯、科洛曼·莫泽
- 立體主義：乔治·布拉克、巴勃罗·毕加索
- 野獸派：安德烈·德兰、亨利·马蒂斯、莫里斯·德弗拉曼克
- 表現主義：埃贡·席勒、奥斯卡·考考斯卡、埃米尔·诺尔德、爱德华·蒙克
- 未來主義：贾科莫·巴拉、翁貝托·波丘尼、卡洛·卡拉
- 橋派：恩斯特·路德维希·基希纳
- 藍騎士派：瓦西里·康定斯基、弗朗茨·马尔克
- 奧費主義：罗贝尔·德洛奈、索尼娅·德洛奈、雅克·维庸
- 俄國：賈柏（Naum Gabo）、康丁斯基、利西斯基、馬勒維奇、塔特林
- 風格派（De Stijl）：都斯博格（Theo van Doesburg）、皮特·蒙德里安（Piet Mondrian）
- 雕塑：馬諦斯、布朗庫西（Constantin Brancusi）
- 攝影：畫意攝影主義（Pictorialism）、純粹攝影（Straight photography）

## 另見
- 中國油畫
- 四大校長

## 相關閱讀
- Everdell, William R., The First Moderns: Profiles in the Origins of Twentieth-Century Thought. Chicago: University of Chicago Press, 1997. ISBN 0-226-22480-5 (cloth) ISBN 0-226-22481-3 (bpk)
- Adams, Hugh. 1979. Modern Painting. [Oxford]: Phaidon Press. ISBN 0-7148-1984-0 (cloth) ISBN 0-7148-1920-4 (pbk)
- Childs, Peter. 2000. Modernism. London and New York: Routledge. ISBN 0-415-19647-7 (cloth) ISBN 0-415-19648-5 (pbk)
- Crouch, Christopher. 2000. Modernism in Art Design and Architecture. New York: St. Martins Press. ISBN 0-312-21830-3 (cloth) ISBN 0-312-21832-X (pbk)
- Dempsey, Amy. 2002. Art in the Modern Era: A Guide to Schools and Movements. New York: Harry A. Abrams. ISBN 0-8109-4172-4
- Hunter, Sam, John Jacobus, and Daniel Wheeler. 2004. Modern Art. Revised and Updated 3rd Edition. New York: The Vendome Press [Pearson/Prentice Hall]. ISBN 0-13-189565-6 (cloth) 0-13-150519-X (pbk)
- Kolocotroni, Vassiliki, Jane Goldman, and Olga Taxidou (eds.). 1998. Modernism: An Anthology of Sources and Documents. Chicago: University of Chicago Press. ISBN 0-226-45073-2 (cloth) ISBN 0-226-45074-0 (pbk)
- Ozenfant, Amédée. 1952. Foundations of Modern Art. New York: Dover Publications. OCLC 536109
- Read, Herbert and Benedict. 1975. A Concise History of Modern Painting. Thames and Hudson. ISBN 978-0-500-20141-1

## 外部連結
- Tate Modern （页面存档备份，存于）
- The Museum of Modern Art （页面存档备份，存于）
- Modern artists and art （页面存档备份，存于）
- A TIME Archives Collection of Modern Art's perception （页面存档备份，存于）
- National Gallery of Modern Art - Govt. of India （页面存档备份，存于）